# 34716 Guzzo
34716 Guzzo este un asteroid din centura principală, descoperit pe 14 august 2001, de Andrea Boattini și Luciano Tesi.